# Annette Schmucki
Annette Schmucki (* 1968 in Zürich) ist eine Schweizer Komponistin.

## Leben
Von 1989 bis 1993 studierte Annette Schmucki Gitarre. Es folgte von 1994 bis 1997 ein Kompositionsstudium bei Cornelius Schwehr und Mathias Spahlinger in Freiburg (Deutschland). Annette Schmucki ist Mitglied der AG Fabrikkomposition der Roten Fabrik Zürich, des „blablabor“ zusammen mit Reto Friedmann und von „abc“ sowie Mitarbeiterin des Archivs „Sehnsucht“. Mit Petra Ronner zusammen bildet sie die „band“.
Sie hatte zahlreiche Kompositionsaufträge, u. a. vom Ensemble recherche, Wien Modern und dem Lucerne Festival. Darüber hinaus gestaltete sie Hörspielproduktionen und Radioperformances. 2012/2013 erhielt sie das Stipendium des Internationalen Künstlerhauses Villa Concordia. Schmucki hat ihren Wohnsitz in Cormoret.

## Werke (Auswahl)
- die sprunghafte erweiterung des wortschatzes. Für Sprecher, Posaune, Akkordeon und Schlagzeug, Text: Annette Schmucki. 2000–2002.
- arbeiten/verlieren. die mündung. Oper. 2003–2005. Uraufführung am Luzerner Theater, 13. September 2006.[5]
- hagel und haut. Für zwei Violoncelli und grosses Ensemble. 2007–2008.
- treize. usine des rêves. Für 4 Gitarren. 2009.

## Diskographie (Auswahl)
- Annette Schmucki. Komponistinnen-Portrait. Werke: arbeiten/verlieren. die wörter; fünfstimmig hüpfende; und durch. figuren. unter ruhe/punkten; arbeiten/verlieren. die stimmen. Ensemble ascolta, Eva Nievergelt (Stimme), Christoph Brunner (grosse Trommel), Neue Vocalsolisten, Titus Engel (Leitung). Koproduktion mit Schweizer Radio DRS und Südwestrundfunk Stuttgart. Grammont Porträt der Musiques suisses.[6]